# Нимодипин
Нимодипин — антагонист кальция с преимущественным влиянием на тонус сосудов головного мозга. Обладает сосудорасширяющей, ноотропной, нормотимической и антимигренозной активностью.

## Фармакологическое действие
Селективный блокатор кальциевых каналов II класса, производное дигидропиридина. Избирательно взаимодействует с кальциевыми каналами типа L и блокирует трансмембранное поступление ионов кальция. Оказывает сосудорасширяющее действие преимущественно на сосуды головного мозга. Предотвращает или устраняет спазм сосудов, вызываемый различными сосудосуживающими биологически активными веществами. Вызывает более выраженное увеличение перфузии в участках головного мозга с недостаточным кровоснабжением (по сравнению с участками с нормальным кровоснабжением). Улучшает церебральное кровообращение при субарахноидальном кровоизлиянии. Стабилизирует функциональное состояние мозговых нейронов. Улучшает память и способность к концентрации внимания. Не оказывает существенного влияния на системное АД, практически не влияет на проводимость в AV- и синоатриальном узлах и на сократимость миокарда. Рефлекторно увеличивает ЧСС в ответ на расширение сосудов.

## Фармакокинетика
При приеме внутрь быстро абсорбируется из ЖКТ, Cmax в плазме достигается в течение 1 ч. Подвергается интенсивному метаболизму при «первом прохождении» через печень. Биодоступность низкая. Связывание с белками плазмы составляет 95 %. T1/2 в начальной фазе — 1-2 ч, в терминальной фазе — 8-9 ч. Выводится почками (менее 1 % в неизмененном виде) и через кишечник.

## Показания
Раствор для инъекций
Профилактика и лечение ишемических неврологических расстройств, вызванных спазмом сосудов головного мозга на фоне субарахноидального кровоизлияния вследствие разрыва аневризмы.
Таблетки
1. Профилактика и лечение ишемических неврологических расстройств, вызванных спазмом сосудов головного мозга на фоне субарахноидального кровоизлияния, вызванного разрывом аневризмы (применяется после предшествующего проведения внутривенной терапии инфузионным раствором Нимотоп).
2. Выраженные нарушения функций мозга у пациентов пожилого возраста (снижение памяти и концентрации внимания, эмоциональная неустойчивость).

## Режим дозирования
Внутривенная инфузия.

В начале терапии в течение 2 часов вводится по 1 мг нимодипина в час (5 мл инфузионного раствора Нимотоп), приблизительно 15 мкг/кг/час. При хорошей переносимости (прежде всего при отсутствии заметного снижения артериального давления), через 2 часа дозу увеличивают до 2 мг нимодипина в час (приблизительно 30 мкг/кг/час). Начальная доза для пациентов с весом значительно ниже 70 кг или лабильным артериальным давлением должна составлять 0,5 мг нимодипина в час.

Инфузионный раствор Нимотоп применяется для непрерывного внутривенного вливания через центральный катетер с использованием инфузионного насоса и трехканального запорного крана одновременно с одним из следующих растворов: 5% декстроза, 0,9 % натрия хлорид, раствор Рингера, раствор Рингера с магнием, раствор декстрана 40 или 6 % гидроксиэтилированного крахмала в соотношении примерно 1:4 (Нимотоп / другой раствор). В качестве сопутствующей инфузии также может использоваться маннитол, человеческий альбумин или кровь.

Раствор Нимотоп нельзя добавлять в инфузионный сосуд или смешивать с другими препаратами. Рекомендуется продолжать введение нимодипина в ходе анестезии, хирургических вмешательств и ангиографии.

Для соединения полиэтиленовой трубки, по которой поступает раствор Нимотоп, канала поступления сопутствующего раствора и центрального катетера необходимо использовать трёхканальный запорный кран.

Профилактическое использование. Внутривенную терапию нимодипином следует начинать не позднее, чем через 4 дня после кровоизлияния, и продолжать в течение всего периода максимального риска развития вазоспазма, то есть до 10-14 дней после субарахноидального кровоизлияния.

После окончания инфузионной терапии в течение следующих 7 дней рекомендуется пероральный прием таблетированной формы нимодипина в дозе 60 мг х 6 раз в сутки с промежутками в 4 часа.

Терапевтическое применение. Если уже имеют место ишемические неврологические нарушения, обусловленные вазоспазмом вследствие субарахноидального кровоизлияния, инфузионную терапию следует начинать как можно раньше и проводить в течение не менее 5, но не более 14 дней.

После окончания инфузионной терапии в течение следующих 7 дней рекомендуется пероральный прием таблетированной формы нимодипина в дозе 60 мг 6 раз в сутки (каждые 4 часа).

Если в ходе терапевтического или профилактического использования раствора Нимотоп производится хирургическое лечение кровоизлияния, внутривенную терапию нимодипином необходимо продолжать как минимум в течение 5 дней после оперативного вмешательства.

Введение в цистерны головного мозга. В ходе хирургического вмешательства свежеприготовленный раствор нимодипина (1 мл инфузионного раствора Нимотопа и 19 мл раствора Рингера), подогретый до средней температуры тела, можно вводить интрацистернально. Раствор необходимо использовать сразу после приготовления.

Если у пациента появляются неблагоприятные реакции на применение препарата, следует либо снизить дозу, либо прекратить терапию нимодипином. При тяжелых нарушениях функции печени, особенно при циррозе печени, биодоступность нимодипина может быть повышена из-за снижения интенсивности первичного метаболизма и замедления метаболической инактивации. Следствием этого может явиться усугубление основного и побочного действий препарата, в частности, его гипотензивного эффекта. В таких случаях дозу препарата следует снизить, исходя из степени снижения артериального давления; при необходимости лечение следует прервать.

Нимодипин чувствителен к воздействию света, поэтому следует избегать прямого попадания на него солнечного света: следует использовать стеклянные шприцы и соединительные трубки чёрного, коричневого, жёлтого или красного цвета; кроме того, инфузионный насос и трубки целесообразно обернуть светонепроницаемой бумагой. При рассеянном дневном свете или искусственном освещении Нимотоп можно использовать в течение 10 часов без проведения специальных защитных мероприятий.

Нимодипин, активное вещество инфузионного раствора Нимотоп, абсорбируется поливинил-хлоридом, для его парентерального введения можно использовать только системы с полиэтиленовыми трубками.
Таблетки

Внутрь. Таблетки следует проглатывать целиком, запивая небольшим количеством жидкости, независимо от приема пищи. Интервалы между приемами должны составлять не менее 4 часов. Рекомендуется соблюдать следующий режим дозирования:

1. Субарахноидальное кровоизлияние, вызванное разрывом аневризмы. Прием таблеток следует назначать после 5-14 дней внутривенной терапии инфузионным раствором Нимотоп. Рекомендуемая доза: 2 таблетки 6 раз в сутки (60 мг нимодипина 6 раз в сутки) в те-чение 7 дней.

2. Терапия нарушений мозговых функций у пациентов пожилого возраста. Рекомендуемая доза: 1 таблетка 3 раза в сутки (30 мг нимодипина 3 раза в сутки).

## Побочное действие
Со стороны сердечно-сосудистой системы: снижение АД, брадикардия, приливы, возникновение или усугубление имеющейся сердечной недостаточности, экстрасистолия, стенокардия (вплоть до развития инфаркта миокарда) особенно у больных с тяжелым обструктивным поражением коронарных артерий), аритмии (в том числе кратковременное трепетание желудочков, аритмия типа «пируэт»); редко — чрезмерное снижение АД, тахикардия, транзиторное нарушение зрения.

Со стороны пищеварительной системы: тошнота, диарея, дискомфорт в ЖКТ, диспептические симптомы, транзиторное повышение активности трансаминаз, ГГТ и ЩФ в плазме крови, гиперплазия десен (кровоточивость, болезненность, отечность), запор, сухость во рту, повышение аппетита.

Со стороны ЦНС: головокружение, головная боль, астения, экстрапирамидные нарушения, симптомы возбуждения ЦНС (бессонница, повышенная психомоторная активность, возбуждение, агрессивность), депрессия, утомляемость, сонливость.

Со стороны дыхательной системы: затруднение дыхания, кашель, отек легких, стридорозное дыхание.

Со стороны системы кроветворения: тромбоцитопения, агранулоцитоз.

Аллергические реакции: редко — кожная сыпь.

Прочие: периферические отеки; повышенное потоотделение, снижение функции почек (повышение концентрации мочевины, гиперкреатининемия), транзиторная потеря зрения на фоне Cmax, галакторея, увеличение массы тела.

## Передозировка
Симптомы: выраженное снижение артериального давления, тахикардия или брадикардия, рвота, боли в эпигастральной области, нарушение функции центральной нервной системы.

Лечение: симптоматическое. Первая помощь включает промывание желудка и прием активированного угля. Если отмечается значительное снижение артериалного давления, следует ввести в/в допамин или норадреналин. Специфические антидоты нимодипина неизвестны.

## Противопоказания
Тяжелая артериальная гипертензия, беременность, лактация, повышенная чувствительность к нимодипину.

C осторожностью. Выраженная брадикардия, хроническая сердечная недостаточность, печеночная недостаточность, легкая или умеренная артериальная гипотензия, инфаркт миокарда с ЛЖ недостаточностью, внутричерепная гипертензия, генерализованный отек тканей головного мозга.

## Беременность и лактация
Противопоказан к применению при беременности и в период лактации (грудного вскармливания).

## Особые указания
Назначение нимодипина пациентам преклонного возраста с большим количеством сопутствующих заболеваний, тяжелой почечной недостаточностью (величина клубочковой фильтрации менее 20 мл/мин) и тяжелыми сердечно-сосудистыми заболеваниями должно быть особенно тщательно обосновано. Во время терапии и после её окончания такие пациенты нуждаются в регулярном врачебном наблюдении (включая неврологическое).

У пациентов с нарушениями функции печени из-за снижения интенсивности первичного метаболизма и замедления метаболической инактивации биодоступность нимодипина может повышаться. Вследствие этого основное и побочное действие нимодипина, в частности его гипотензивный эффект, могут усиливаться. В таких случаях дозу препарата следует снизить в зависимости от степени снижения АД, а при необходимости применение нимодипина следует прекратить.

С осторожностью следует назначать одновременно с дизопирамидом и флекаинамидом (возможно усиление выраженности отрицательного инотропного действия). Несмотря на отсутствие у БМКК синдрома «отмены», перед прекращением лечения рекомендуется постепенное уменьшение доз.

Если во время терапии пациенту требуется провести хирургическое вмешательство под общей анестезией, необходимо проинформировать врача-анестезиолога о характере проводимой терапии.

Следует соблюдать осторожность у пожилых пациентов вследствие наибольшей вероятности возрастных нарушений функции почек.

Растворы чувствительны к свету, рекомендуется защищать инфузионные системы светонепроницаемыми обкладками. При рассеянном дневном свете или искусственном освещении инфузионный раствор можно использовать в течение 10 ч.

В период лечения необходимо соблюдать осторожность при вождении автотранспорта и занятии др. потенциально опасными видами деятельности, требующими повышенной концентрации внимания и быстроты психомоторных реакций.

## Влияние на способность к вождению автотранспорта и управлению механизмами
Пациентам, принимающим нимодипин, следует воздерживаться от занятий потенциально опасными видами деятельности, требующими повышенного внимания и быстроты психомоторных реакций.

## Лекарственное взаимодействие
Нимотоп метаболизируется с участием ферментов системы цитохром Р450 3А4, поэтому препараты, индуцирующие или ингибирующие активность ферментов печени могут оказывать влияние на концентрацию нимодипина в плазме.

Исходя из опыта применения других блокаторов медленных кальциевых каналов можно ожидать, что рифампицин, являющийся индуктором активности «печеночных» фермен-тов, способен ускорять метаболизм нимодипина. При одновременном применении рифампицина и нимодипина эффективность последнего может быть снижена.

Противоэпилептические препараты, индуцирующие ферментную систему цитохрома Р450 3А4 (фенобарбитал, фенитоин и карбамазепин) значимо снижают биодоступность нимодипина, поэтому их совместное применение противопоказано.

Препараты, индуцирующие активности ферментов системы Р450 3А4, могут повышать концентрацию нимодипина в плазме:
• Макролиды (например эритромицин). Структурно родственный азитромицин не обладает такими свойствами
• Ингибиторы ВИЧ- протеаз (например ритонавир)
• Азоловые антимикотики (например кетоконазол)
• Антидепрессанты нефазодон и флуоксетин (повышение концентрации нимодипина в плазме при совместном назначении достигает 50 %)
• Квинопристин/дальфопристин
• Циметидин
• Вальпроевая кислота

При совместном назначении таких препаратов должна быть предусмотрена редукция дозы нимодипина и мониторинг артериального давления.

Длительное применение нимодипина с флуоксетином приводит к повышению концентрации нимодипина в плазме крови в среднем на 50 %. Концентрация флуоксетина значительно снижается, при этом содержание активного метаболита флуоксетина — норфлуоксетина не меняется.

Одновременное длительное применение нимодипина и нортриптилина приводит к небольшому снижению концентрации нимодипина (при этом концентрация нортриптилина в плазме крови не изменяется). У пациентов, находящихся на долговременной терапии галоперидолом, не обнаружено лекарственного взаимодействия нимодипина с галоперидолом.

В комбинации с препаратами, снижающими артериальное давление:
• диуретиками
• бета-адреноблокаторами
• ингибиторами АПФ
• блокаторами АТ-1-рецепторов
• другими антагонистами кальция
• альфа-адреноблокаторами
• метилдопой
• ингибиторами фосфодиэстеразы

Нимотоп может усиливать гипотензивный эффект.

Одновременная терапия потенциально нефротоксичными препаратами (например, аминогликозидами, цефалоспоринами, фуросемидом) может вызвать нарушение функции почек. В случае проведения подобного лечения, а также у больных с почечной недостаточностью, лечение должно проводиться под тщательным контролем. При обнаружении нарушения функций почек прием нимодипина следует прекратить.

Инфузионный раствор Нимотопа содержит 23,7 объемных % спирта, необходимо учитывать возможное взаимодействие спирта с другими лекарственными препаратами.

В исследовании на обезьянах одновременное назначение зидовудина и внутривенное болюсное введение нимодипина приводило к снижению клиренса зидовудина.
Ретроспективное исследование 551 пациента с болезнью Паркинсона показало, что комбинированная терапия нимодипином и экстрактом гинкго билоба значительно улучшает когнитивные функции (по MMSE) и показатели повседневной активности. Общий эффективный показатель лечения в группе комбинированной терапии был 90,36% против 72,29% в группе монотерапии нимодипином. 

## Стереохимия
Нимодипин содержит стереоцентр и состоит из двух энантиомеров. Это рацемат, т. Е. Смесь 1: 1 ( R ) - и ( S ) - форма:
| Энантиомеры нимодипина | Энантиомеры нимодипина |
| ---------------------- | ---------------------- |
| CAS-Nummer: 77940-92-2 | CAS-Nummer: 77940-93-3 |